# 周波数変調連続波レーダー
周波数変調連続波レーダー（しゅうはすうへんちょうれんぞくはレーダー、英語: Frequency Modulated Continuous Wave radar, FM-CWレーダー）は、連続波レーダーの一種。変調方式として周波数変調（FM）を採用しており、送信波と反射波の周波数差（ビート周波数）から距離を求めるレーダーである。以前は地中レーダーや航空機や衛星の高度計などの使用例が多かったが、近年ではモノリシックマイクロ波集積回路（MMIC）によってモジュール化されており、この技術を応用した100m以上先の人を検知可能なセンサーモジュールや雲の観測用レーダー等、多様な用途のために開発されつつある。

## 概要
周波数変調連続波レーダーは周波数変調した連続波を送信し、送信波と反射波の周波数差（ビート周波数）から距離を求める。
古典的なパルスレーダーでは距離分解能がパルス幅によって決まるのに対し、周波数変調連続波レーダーでは周波数変化によって決まる。周波数変調連続波レーダーは送信波として連続波を使用するので、パルスレーダーのように高い送信出力がなくても所望の信号雑音比（SN比)を得ることができる。
周波数変調連続波レーダーは周波数偏移幅(Δf)の拡大で高分解能化が実現可能とされる。帯域幅1.5GHzでも20cmのターゲット距離差を分離できず、20cmが現実的な分離能力の限界と考えられる。

## 気象観測用レーダー
周波数変調連続波レーダー降水粒子の分布を観測することで、雲の状況を把握することができる。

## 航空機用レーダー
航空機や衛星の高度計に使用される。

## 液面計
タンク内の溶液の液面を測定する目的で使用される。